# Teddy Yarosz
Teddy Yarosz est un boxeur américain né le 24 juin 1910 à Pittsburgh, Pennsylvanie, et mort le 29 mars 1974.

## Carrière
Passé professionnel en 1929, il devient champion du monde des poids moyens NBA & NYSAC le 11 septembre 1934 en battant aux points Vince Dundee mais s'incline dès la première défense de ses titres face à Babe Risko le 19 septembre 1935. Yarosz met un terme à sa carrière en 1942 sur un bilan de 107 victoires, 18 défaites et 3 matchs nuls.

## Distinction
- Teddy Yarosz est membre de l'International Boxing Hall of Fame depuis 2006[1].